# Далтон (Массачусетс)
Далтон (англ. Dalton) — місто в США, в окрузі Беркшир штату Массачусетс. Населення — 6330 осіб (2020).

## Демографія
Згідно з переписом 2010 року, у місті мешкало 6756 осіб у 2737 домогосподарствах у складі 1829 родин. Було 2920 помешкань
Расовий склад населення:
| - 96,8 % — білих - 0,8 % — азіатів - 0,7 % — чорних або афроамериканців - 0,1 % — корінних американців |

До двох чи більше рас належало 1,1 %. Частка іспаномовних становила 1,6 % від усіх жителів.
За віковим діапазоном населення розподілялося таким чином: 22,3 % — особи молодші 18 років, 59,7 % — особи у віці 18—64 років, 18,0 % — особи у віці 65 років та старші. Медіана віку мешканця становила 44,7 року. На 100 осіб жіночої статі у місті припадало 92,2 чоловіків;  на 100 жінок у віці від 18 років та старших — 88,3 чоловіків також старших 18 років.
Середній дохід на одне домашнє господарство  становив 77 169 доларів США (медіана — 60 406), а середній дохід на одну сім'ю — 94 775 доларів (медіана — 71 701). Медіана доходів становила 73 212 долари для чоловіків та 42 024 долари для жінок. За межею бідності перебувало 10,3 % осіб, у тому числі 10,9 % дітей у віці до 18 років та 11,5 % осіб у віці 65 років та старших.
Цивільне працевлаштоване населення становило 3386 осіб. Основні галузі зайнятості: освіта, охорона здоров'я та соціальна допомога — 29,5 %, роздрібна торгівля — 18,3 %, виробництво — 13,1 %, фінанси, страхування та нерухомість — 8,7 %.